# Peripatoides orientalis
Peripatoides orientalis är en klomaskart som först beskrevs av Fletcher 1896.  Peripatoides orientalis ingår i släktet Peripatoides och familjen Peripatopsidae. Inga underarter finns listade i Catalogue of Life.